# Montgivray
Montgivray là một xã ở tỉnh Indre khu vực trung bộ Pháp. Xã này có diện tích 25,48 km², dân số thời điểm năm 1999 là 1681 người. Khu vực này có độ cao trung bình 208 mét trên mực nước biển.